# Freylinieae
Freylinieae es una tribu con cuatro géneros de plantas de flores perteneciente a la familia Scrophulariaceae. 

## Géneros
- Antherothamnus
- Freylinia
- Manuleopsis
- Phygelius

- Datos: Q6437228
- Multimedia: Freylinieae / Q6437228